# Platensina amplipennis
Platensina amplipennis är en tvåvingeart som först beskrevs av Walker 1860.  Platensina amplipennis ingår i släktet Platensina och familjen borrflugor. Inga underarter finns listade i Catalogue of Life.